# ایدیاش
ایدیاش (انگلیسی: Idyash) یک شهرک در شهرستان زیانچورینسکی استان باشقیرستان کشور روسیه است.